# Фатальне бачення
«Фатальне бачення» (англ. Fatal Vision) — американський телевізійний фільм в основі якого лежить реальний випадок, що стався в 1970 році.

## Сюжет
Доктор Джеффрі Макдональд перебуває під судом за звинуваченням у вбивстві своєї вагітної дружини і двох дочок. Він всіляко заперечує свою провину, однак завдяки свідченням його тестя її вдається довести.

## У ролях
| Актор          | Роль               |
| -------------- | ------------------ |
| Карл Молден    | Фредді Кассаб      |
| Ева Мері Сейнт | Мілдред Кассаб     |
| Беррі Ньюман   | Берні Сігал        |
| Гері Коул      | Джеффрі Макдональд |
| Енді Гріффіт   | Віктор Ворхід      |
| Гері Граббс    | Джеймс Блекберн    |
| Джоел Поліс    | Браян Мерта        |
| Мітч Раян      | Пол Стомбаг        |
| Венді Шаал     | Колет Макдональд   |
| Скотт Полін    | Вільям Айворі      |
| Беррі Корбін   | Франц Гребнер      |

| Актор              | Роль                   |
| ------------------ | ---------------------- |
| Альберт Селмі      | суддя Дюпрі            |
| Александра Джонсон | Гелена Стоклі          |
| Педді Едвардс      | місіс Перрі Макдональд |
| Френк Дент         | Джо Макгінніс          |
| Кармен Ардженціано | Кол Пруетт             |
| Енді Вуд           | Роберт Шоу             |
| Денніс Редфілд     | Пітер Кернс            |
| Джо Мейс           | Вільям Поузі           |
| Рекс Район         | Джей Макдональд        |
| Стів Джеймс        | Маршал                 |
| Браян Томпсон      | лейтенант Гаррісон     |